# Longotea (distrito)
Longotea é um distrito do Peru, na Província Bolívar, localizado no Departamento e região La Libertad.

## Transporte
O distrito de Longotea é servido pela seguinte rodovia:
- LI-109, que liga o distrito à cidade de Uchumarca
- LI-132, que liga o distrito à cidade de Uchumarca[1][2][3]